# Art Cross
Art Cross, ameriški dirkač Formule 1, * 24. januar 1918, Jersey City, New Jersey, ZDA, † 15. april 2005, LaPorte, Indiana, ZDA.
Art Cross je pokojni ameriški dirkač, ki je med letoma 1952 in 1955 sodeloval na ameriški dirki Indianapolis 500, ki je med letoma 1950 in 1960 štela tudi za prvenstvo Formule 1. Najboljši rezultat je dosegel na dirki leta 1953, ko je zasedel drugo mesto, leta 1952 pa je bil peti. Umrl je leta 2005.